# Sîhlovate, Turka
Sîhlovate (în ucraineană Сигловате) este un sat în comuna Bitlea din raionul Turka, regiunea Liov, Ucraina.

## Demografie
Componența lingvistică a localității Sîhlovate
     Ucraineană (100%)
Conform recensământului din 2001, toată populația localității Sîhlovate era vorbitoare de ucraineană (100%).